# لوئیس برتهاور
لوئیس برتهاور (انگلیسی: Luis Brethauer؛ زادهٔ ۱۴ سپتامبر ۱۹۹۲) دوچرخه‌سوار اهل آلمان است.